# Загорский (Кемеровская область)
Заго́рский — посёлок в Новокузнецком районе Кемеровской области. Административный центр Загорского сельского поселения.

## География
Центральная часть населённого пункта расположена на высоте 209 м над уровнем моря.

## Население
| 2010 |
| ---- |
| 1632 |

### Половой состав
По данным Всероссийской переписи населения 2010 года, в посёлке Загорский проживало 1632 человека (759 мужчин, 873 женщины).